# Acalypha cubensis
Acalypha cubensis é uma espécie de flor do gênero Acalypha, pertencente à família Euphorbiaceae.